# Trachipterus
Trachipterus is een geslacht van straalvinnige vissen uit de familie van spaanvissen (Trachipteridae). Het geslacht is voor het eerst wetenschappelijk beschreven in 1770 door Goüan.

## Soorten
- Trachipterus altivelis Kner, 1859
- Trachipterus arawatae (Ramsay, 1881)
- Trachipterus arcticus (Brünnich, 1788)
- Trachipterus fukuzakii Fitch, 1964
- Trachipterus ishikawae Jordan & Snyder, 1901
- Trachipterus trachypterus (Gmelin, 1789)